# تامبوف
شهر تامبوف (به روسی: Тамбов) در کشور روسیه و در اوبلاست تامبوف واقع شده‌است. جمعیت تامبوف طبق آخرین سرشماری ۲۸۱۸۰۰ نفر اعلام شد که نشان از تراکم قریب به ۳ هزار نفری در هر کیلومتر مربع داشت.